# Шеранс л'Ерон
Шеранс л'Ерон (фр. Chérencé-le-Héron) насеље је и општина у северној Француској у региону Доња Нормандија, у департману Манш која припада префектури Сен Ло.
По подацима из 2011. године у општини је живело 380 становника, а густина насељености је износила 39,83 становника/km². Општина се простире на површини од 9,54 km². Налази се на средњој надморској висини од 230 метара (максималној 226 m, а минималној 129 m).

## Демографија
| 1962. | 1968. | 1975. | 1982. | 1990. | 1999. | 2011. |
| ----- | ----- | ----- | ----- | ----- | ----- | ----- |
| 471   | 493   | 442   | 345   | 354   | 409   | 380   |

График промене броја становника у току последњих година